# 서진원
서진원(1969년 8월 7일 ~ )은 대한민국의 배우이다.

## 출연작

### 영화
- 《문경》 (2024년) - 본부장 역
- 《유령》 (2023년) - 정무총감 (이시마루 마사시) 역
- 《세이레》 (2022년) - 건강원 남사장 역
- 《대무가》 (2022년) - 목사 역
- 《이공삼칠》 (2022년) - 재심판사 역
- 《하로동선》 (2022년) - 경백 역
- 《구원》 (2021년) - 김봉기 반장 역
- 《돌멩이》 (2020년) - 면장 역
- 《테우리》 (2020년) - 차형사 역
- 《배심원들》 (2019년) - 국선변호인 역
- 《게이트》 (2018년) - 조경정 역
- 《1급기밀》 (2018년) - 김창순 역
- 《그것만이 내 세상》 (2018년) - 격투 운동부원2 역
- 《1987》 (2017년) - 지검장 역
- 《대결》 (2016년) - 형사팀장 역
- 《치외법권》 (2015년) - 조 팀장 역
- 《산다》 (2015년) - 연극 면접관 역
- 《트러블 트래블러》 (2014년)
- 《집으로 가는 길》 (2013년) - 상철 역
- 《응징자》 (2013년) - 면접관1 역
- 《어떤 시선》 (2013년) - 선생님 역
- 《광해, 왕이 된 남자》 (2012년) - 도총관 역
- 《웨딩스캔들》 (2012년) - 출입국관리소 직원1 역
- 《량강도 아이들》 (2011년) - 인민군 중사 역
- 《짐승》 (2011년) - 오 형사 역
- 《무산일기》 (2011년) - 전단지 사장 역
- 《서유기 리턴즈》 (2011년) - 일본대표 역
- 《된장》 (2010년) - 이형구 형사 역
- 《계몽영화》 (2010년) - 다케노부 역
- 《주유소 습격 사건 2》 (2010년) - 명랑부 역
- 《길》 (2009년)
- 《백야행 - 어둠 속을 걷다》 (2009년) - 장 형사 역
- 《정승필 실종사건》 (2009년)
- 《불꽃처럼 나비처럼》 (2009년) - 혼다 역
- 《말보로 전쟁》 (2009년) - 포차 손님 역
- 《모던 보이》 (2008년) - 외양간 남자 역
- 《트럭》 (2008년) - 서 형사 역
- 《크로싱》 (2008년) - 조선족 브로커 역
- 《보일, 보일드, 보일러》 (2007년) - 화학 선생님 역
- 《식객》 (2007년) - 후지와라 통역 역
- 《펀치 레이디》 (2007년) - 흥신 직원 역
- 《여름이 가기 전에》 (2007년) - 엘리트 사원들 역
- 《연애》 (2005년) - 욕설남 목소리 역
- 《천군》 (2005년) - 중국 상인 역
- 《분홍신》 (2005년) - 게이코 부 보좌관 역
- 《까불지마》 (2004년) - 형사 역
- 《내 머리 속의 지우개》 (2004년) - 노가다 2 역
- 《범죄의 재구성》 (2004년) - 청원 경찰 역
- 《아홉살 인생》 (2004년) - 하 상사 역
- 《동해물과 백두산이》 (2003년) - 경관 1 역
- 《실미도》 (2003년) - 대방동 작전장교 역
- 《황산벌》 (2003년) - 신라 - 신라 협상대표 역
- 《광복절 특사》 (2002년) - 보안과 교도관 역
- 《4발가락》 (2002년) - 자두 역
- 《취화선》 (2002년) - 일본 기자 역
- 《싸울아비》 (2002년)
- 《아나키스트》 (2000년) - 가또 역
- 《박하사탕》 (2000년) - 분대장 역
- 《고수》 (1998년) - 홍등 남 역

### 드라마
- 《드라마 스페셜 - 사관은 논한다》 (2024년, KBS2) - 좌의정 역
- 《혼례대첩》 (2023년, KBS2) - 도승지 역
- 《닥터 로이어》 (2022년, MBC) - 이기윤 역 (특별출연)
- 《왜 오수재인가?》 (2022년, SBS) - 김상만 역
- 《연모》 (2021년, KBS2) - 후궁 父 역 (특별출연)
- 《너를 닮은 사람 》(2021년, JTBC) - 이일성 역
- 《슬기로운 의사생활 시즌2》 (2021년, tvN) - 민기준 역
- 《대박부동산》 (2021년, KBS2) - 조현서 역
- 《빈센조》 (2021년, tvN) - 황진태 역
- 《런 온》(2020년, JTBC)
- 《비밀의 숲 2》 (2020년, tvN) - 박광수 역
- 《출사표》 (2020년, KBS2) - 심장양 역
- 《슬기로운 의사생활》 (2020년, tvN) - 민기준 역
- 《60일, 지정생존자 》(2019년, tvN)
- 《오늘의 탐정》 (2018년, KBS2)
- 《라이프 온 마스》 (2018년, OCN) - 배상문 역
- 《하나뿐인 내편》 (2018년, KBS2) - 강수일을 검사해준 의사 역
- 《마녀의 법정》 (2017년, KBS2) - 부동산 중개업자 역
- 《드라마 스페셜 - 강덕순 애정 변천사》 (2017년, KBS2)
- 《크리미널 마인드》(2017년, tvN)
- 《드라마 스페셜 - 평양까지 이만원》 (2016년, KBS2)
- 《백희가 돌아왔다》 (2016년, KBS2)
- 《마스터 - 국수의 신》 (2016년, KBS2)
- 《대왕 세종》(2008년, KBS2) - 종준 역
- 《연개소문》 (2006년, SBS) - 설유 역
- 《대장금》 (2003년,MBC) - 소 마사모리 역 - 대마도 도주 부장